# Paramynodon birmanicus
Il paraminodonte (Paramynodon birmanicus) è un mammifero perissodattilo estinto, appartenente agli aminodontidi. Visse nell'Eocene medio-superiore (circa 40 - 35 milioni di anni fa) e i suoi resti fossili sono stati ritrovati in Asia.

## Descrizione
Questo animale, simile vagamente a un ippopotamo, era di grosse dimensioni e la taglia era paragonabile a quella di un piccolo rinoceronte.
Era caratterizzato da un cranio allungato, dal muso molto più lungo di quello di generi assai simili quali Metamynodon, e dalla presenza di un diastema (spazio tra i denti) fra il canino e i premolari; questi ultimi non erano particolarmente sviluppati, nonostante il diastema. Le arcate zigomatiche erano rigonfie e robuste. Il processo paroccipitale e quello post-glenoide erano ben separati. La formula dentaria era 3/2, 1/1, 3/2 e 3/3, come quella di Metamynodon. Gli incisivi, piuttosto piccoli, erano di taglia decrescente dall'1 al 3, mentre i canini erano grandi: quelli superiori erano a sezione arrotondata, mentre quelli inferiori avevano sezione triangolare e assomigliavano a quelli dei pecari attuali. I molari superiori erano moderatamente ipsodonti (a corona alta), di forma intermedia tra quelli di Amynodon e quelli di Metamynodon. I premolari e i molari inferiori erano stretti. Le zampe erano meno tarchiate di quelle di Metamynodon.

## Classificazione
Paramynodon birmanicus venne descritto per la prima volta nel 1929 da William Diller Matthew, sulla base di resti fossili ritrovati in Birmania in terreni della fine dell'Eocene medio. Fossili attribuiti al genere Paramynodon sono stati scoperti anche in Cina, in terreni leggermente più recenti.
Paramynodon è un rappresentante degli aminodontidi, un gruppo di perissodattili strettamente imparentati con i rinoceronti, ma dall'aspetto vagamente simile a quello degli ippopotami. Sembra che Paramynodon fosse una forma piuttosto derivata, simile e forse ancestrale al ben noto Metamynodon.